# Holmsjön (Stuguns socken, Jämtland)
Holmsjön är en sjö i Ragunda kommun i Jämtland och ingår i Indalsälvens huvudavrinningsområde. Sjön har en area på 0,763 kvadratkilometer och ligger 337 meter över havet. Sjön avvattnas av vattendraget Rammsjöbäcken.

## Delavrinningsområde
Holmsjön ingår i det delavrinningsområde (700352-148122) som SMHI kallar för Utloppet av Rammsjön. Medelhöjden är 364 meter över havet och ytan är 16,11 kvadratkilometer. Det finns inga avrinningsområden uppströms utan avrinningsområdet är högsta punkten. Rammsjöbäcken som avvattnar avrinningsområdet har biflödesordning 3, vilket innebär att vattnet flödar genom totalt 3 vattendrag innan det når havet efter 163 kilometer. Avrinningsområdet består mestadels av skog (77 procent). Avrinningsområdet har 1,18 kvadratkilometer vattenytor vilket ger det en sjöprocent på 7,3 procent.